# Giro delle Marche 1968
Il Giro delle Marche 1968, prima storica edizione della corsa, si svolse il 6 luglio 1968. La vittoria fu appannaggio dell'italiano Luciano Dalla Bona, il quale precedette i connazionali Aldo Moser e Ercole Gualazzini.

## Ordine d'arrivo (Top 10)
| Pos. | Corridore            | Squadra        | Tempo    |
| ---- | -------------------- | -------------- | -------- |
| 1    | Luciano Dalla Bona   | Salvarani      | ?        |
| 2    | Aldo Moser           | Pepsi Cola     | a 1'30"  |
| 3    | Ercole Gualazzini    | Max Meyer      | a 2'45"  |
| 4    | Mario Zanin          | Kelvinator     | a 5'30"  |
| 5    | Giampaolo Cucchietti | Max Meyer      | a 8'15"  |
| 6    | Giuseppe Grassi      | Filotex        | a 15'15" |
| 7    | Vito Taccone         | Germanvox-Wega | s.t.     |
| 8    | Michele Dancelli     | Pepsi Cola     | s.t.     |
| 9    | Luigi Sgarbozza      | Max Meyer      | s.t.     |
| 10   | Imerio Massignan     | Pepsi Cola     | s.t.     |